# LaMarcus Aldridge
LaMarcus Nurae Aldridge (Dallas, Texas, 19 de julio de 1985) es un exjugador de baloncesto estadounidense que disputó 16 temporadas en la NBA. Con 2,11 metros de altura jugaba como ala-pívot. Jugó al baloncesto universitario durante dos temporadas en la Universidad de Texas y fue seleccionado en segundo lugar en el Draft de la NBA de 2006, desde entonces fue elegido 7 veces All-Star de la NBA.

## Carrera

### Instituto
Aldridge asistió al instituto Seagoville High School, donde se convirtió en un jugador del segundo equipo Parade All-American y la Asociación de Entrenadores de Baloncesto de Texas (TABC). También fue considerado como jugador de cinco estrellas por Rivals.com, catalogado como el cuarto mejor pívot y el jugador número 16 de la nación en el 2004.

### Universidad
En un principio, se dijo que Aldridge se iba a presentar al draft de la NBA del 2004, pero en última instancia, retiró su nombre. Según un informe, su decisión de asistir a la universidad en lugar de ingresar directamente en el baloncesto profesional, fue influenciado por el consejo personal de Shaquille O'Neal, de que debía ir a la universidad y luego evaluar a sus opciones en la NBA.
Finalmente, Aldridge asistió a la Universidad de Texas en Austin, donde jugó dos temporadas con los Longhorns.
Sin embargo, en abril de 2006, cerca del final de su segundo año en UT, Aldridge anunció que dejaría la universidad para hacerse elegible para el draft de 2006 de la NBA.

#### Estadísticas
| Año     | Equipo | PJ | PT | MPP  | %TC  | %3P  | %TL  | RPP | APP | ROB | TPP | PPP  |
| ------- | ------ | -- | -- | ---- | ---- | ---- | ---- | --- | --- | --- | --- | ---- |
| 2004–05 | Texas  | 16 | 16 | 22.2 | .663 | .000 | .657 | 5.9 | .9  | 1.1 | 1.5 | 9.9  |
| 2005–06 | Texas  | 37 | 37 | 33.7 | .569 | .000 | .646 | 9.2 | .5  | 1.4 | 2.0 | 15.0 |
| Total   | Total  | 53 | 53 | 27.9 | .616 | .000 | .652 | 7.5 | .7  | 1.2 | 1.7 | 12.4 |

### Profesional

#### Portland Trail Blazers (2006–2015)
Temporada 2006-07

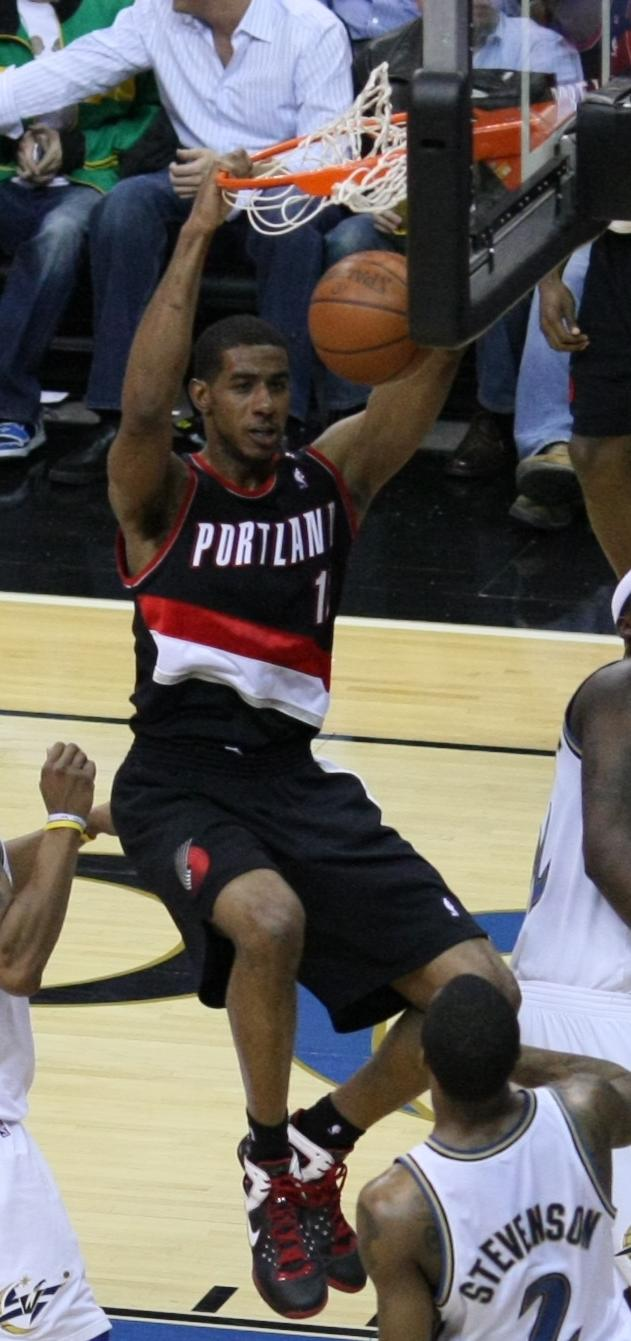
Aldridge con Portland en 2008.

Fue seleccionado por los Chicago Bulls en la segunda posición del Draft de 2006, y traspasado a los Portland Trail Blazers por los derechos de Tyrus Thomas, cuarta elección del Draft.
Aldridge se perdió los primeros siete partidos de la temporada 2006-07 de la NBA debido a la cirugía de hombro fuera de temporada, pero regresó antes de lo previsto debido en parte a una lesión de su compañero novato Brandon Roy. Aldridge hizo un impacto inmediato en la ofensiva, con un promedio de 8.4 puntos con un 54% en sus primeros 14 partidos. Después de la pérdida del pívot Joel Przybilla, en febrero de 2007 a la cirugía de rodilla de final de temporada, Aldridge se adjudicó la posición de pívot y mejoró su puntuación a 14,7 puntos con 8,0 rebotes por partido en el mes de marzo. Esto le colocó en segundo lugar en la votación para el Rookie del mes de la Conferencia Oeste. El 31 de marzo de 2007, en el primer trimestre contra los Clippers, Aldridge fue llevado al Hospital de Portland por falta de aliento y latidos cardíacos irregulares. Se le diagnosticó el síndrome de Wolff-Parkinson-White el 9 de abril y se perdió los ocho partidos restantes de la temporada 2006-07. 
Aldridge fue uno de los seis jugadores nombrados para el primer equipo de novatos de la NBA en 2007; Empató para el quinto lugar con el jugador de Toronto Raptors, Jorge Garbajosa.
Temporada 2007-08
Aldridge elevó su nivel de juego en su segundo año, con máximas estadísticas de su carrera en puntos, rebotes, asistencias, tapones y robos, y terminó tercero en votar por el premio del jugador más mejorado de la NBA. Durante esta temporada, Aldridge tuvo problemas de lesión debido a la fascitis plantar, lo que le hizo perder partidos del 11 de diciembre al 18 de diciembre de 2007. Después del tiempo perdido, Aldridge todavía tenía algunos problemas con el pie, pero fue capaz de jugar con eficacia.
Temporada 2008-09
Aldridge jugó inconsistentemente para comenzar la temporada, ajustándose a una presión más defensiva. Llamó a los primeros 15 partidos como "el peor funk" de su vida, pero poco a poco mejoró a medida que avanzaba la temporada.
Aldridge desarrolló su juego ofensivo durante el transcurso de la temporada, todavía dependiendo en gran medida de su fade away. Terminó la temporada promediando 18.1 puntos y 7.5 rebotes. Aldridge anotó más de 20 puntos en la mitad de los últimos 28 partidos de la temporada. Por primera vez en la liga Aldridge casi jugó una temporada completa, faltando solo un partido.
Temporada 2009-10
A finales de octubre, Aldridge firmó una extensión de contrato de cinco años y de $65 millones con Portland. Antes de comprometerse con Aldridge, los Trail Blazers finalizaron un contrato de cinco años y $80 millones con el All-Star Brandon Roy.
Aldridge presentó números similares a los de la temporada anterior. A principios de diciembre, Greg Oden sufrió una lesión que terminó la temporada lo cual iba a desembocar a que Aldridge recibiese más minutos y oportunidades ofensivas.
Temporada 2010-11
Aldridge surgió como jugador y líder después de que Brandon Roy saliera con problemas de rodilla en diciembre de 2010. A pesar del programa "envía LA a LA" de Portland - el partido All-Star de la NBA estaba en Los Ángeles y el apodo de Aldridge es "LA "- Aldridge no consiguió ser nombrado en la plantilla de la Conferencia Oeste. Sin embargo, fue galardonado con el Jugador de la Semana de la NBA del 17 al 23 de enero y del 7 al 13 de febrero y anotó 42 puntos contra los Chicago Bulls el 7 de febrero de 2011. El 2 de marzo se unió a Clyde Drexler y Kelvin Ransey como los únicos Blazers que recibieron el premio al mejor Jugador del mes de la NBA. Aldridge quedó únicamente por detrás de Kevin Love por el Premio al Jugador Más Mejorado y estuvo en el Tercer Equipo de la NBA con 135 votos.
Temporada 2011-12
Debido a la huelga de la NBA, la temporada 2011-12 no comenzó hasta el día de Navidad 2011. Los aficionados Blazers tenían la esperanza de que los tres jugadores anunciados en su campaña promocional "Rise With Us" (Aldridge, Roy y Greg Oden) finalmente tendrían la oportunidad de jugar juntos para una temporada "completa". Esos planes se evaporaron cuando Roy, que sufrió de problemas crónicos de rodilla debido a la carencia de cartílago en ellos, se retiró y Oden, que había jugado 82 partidos en las cuatro temporadas anteriores, tuvo otro contratiempo en su esfuerzo por rehabilitar sus rodillas. Aldridge fue nombrado un reserva en el equipo All-Star de la Conferencia Oeste en 2012.
Temporada 2012-13
El 12 de noviembre de 2012, Aldridge registró un máximo de asistencias de su carrera de ocho asistencias en el partido de 87-95 a los Atlanta Hawks en el cual perdió. En 2013, Aldridge fue nombrado All-Star por segunda vez en su carrera. Promedió 21,1 puntos por partido, un máximo promedio de rebotes en su carrera de 9,1 rebotes por partido y también registró un máximo promedio en su carrera con 2,6 asistencias por partido en 37,7 minutos. Los Trail Blazers hicieron 33-49 y no llegaron a los playoffs por segundo año consecutivo.
Temporada 2013-14

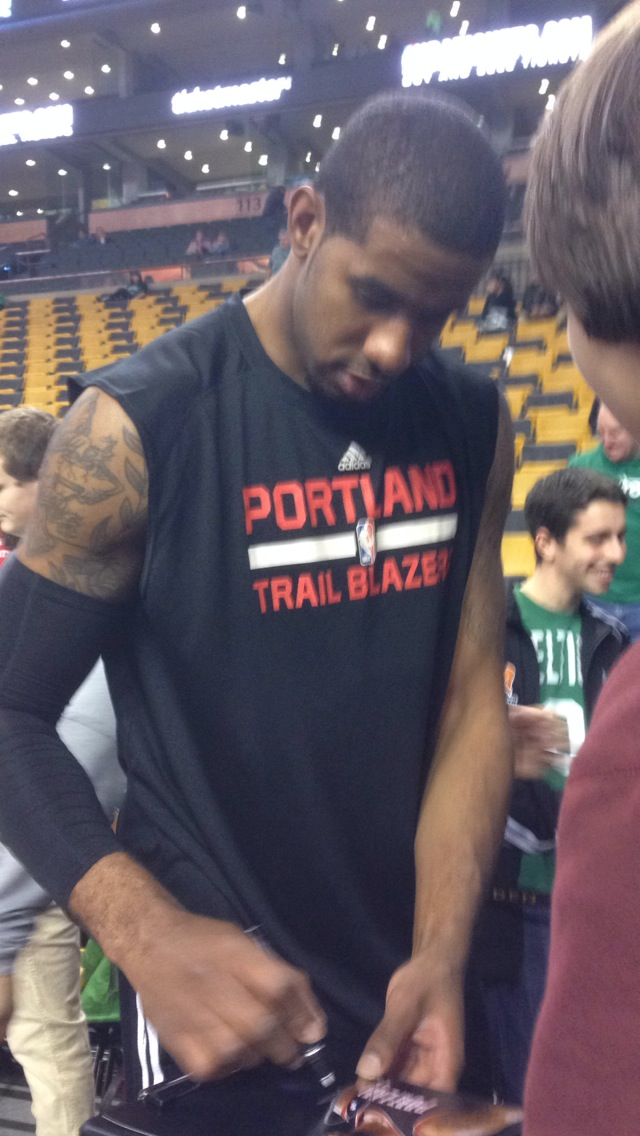
Aldridge firmando un autógrafo tras un partido en 2014.

A pesar de los rumores traspaso durante la pretemporada de 2013, Aldridge expresó su deseo de quedarse en Portland, mientras también pidió mejoras en la plantilla de los Blazers. Aldridge comenzó su octava temporada de la NBA fuerte, registrando cinco dobles dobles consecutivos del 9 de noviembre al 17 de noviembre. El 23 de noviembre de 2013, en un partido contra los Warriors, Aldridge estuvo involucrado en un altercado después de que el pívot de los Warriors Andrew Bogut se enredó con Joel Freeland. El 25 de noviembre, se anunció que se le multó con 45.000 dólares por escalar el incidente. El mismo día, Aldridge fue nombrado Jugador de la Conferencia Oeste de la Semana por cuarta vez en su carrera. El premio llegó en medio de una racha de 11 victorias por los Blazers, durante los cuales Aldridge promedió 21.1 puntos, 11.3 rebotes, 2.5 asistencias y 2.5 tapones por partido. El 12 de diciembre de 2013, Aldridge anotó 31 puntos y logró un máximo de rebotes conseguidos en un partido con 25 rebotes en una victoria 111-104 sobre los Rockets, convirtiéndose en el primer jugador en la historia de la franquicia Portland Trail Blazers con al menos 30 puntos y 25 rebotes en un partido. El 23 de enero de 2014, Aldridge registró una máxima anotación en su carrera de 44 puntos, junto con 13 rebotes, 5 asistencias y 2 tapones en una victoria 110-105 sobre los Nuggets. 
Los Trail Blazers consiguieron un 31-10 en la primera mitad de la temporada 2014, permaneciendo constantemente cerca de la cima de la Conferencia Oeste durante los primeros tres meses de la temporada, y haciendo un empuje para un regreso a los playoffs. Junto con su compañero de equipo Damian Lillard, Aldridge fue votado como reserva para el All-Star Game de la NBA 2014, su tercera aparición consecutiva. Terminó quinto en la votación de los fanáticos obteniendo más de 600.000 votos.
Aldridge sufrió una contusión en la parte baja de la espalda durante el tercer cuarto de un partido contra los Spurs el 12 de marzo de 2014. Se perdió los siguientes siete partidos, pero regresó a tiempo para ayudar a los Blazers a asegurar los playoff.
El 20 de abril de 2014, Aldridge registró un nuevo récord de su carrera y de franquicia en playoffs de 46 puntos, 18 rebotes, 2 asistencias y 2 tapones en el primer partido de la ronda inaugural de los playoffs contra los Houston Rockets. El 23 de abril de 2014, en el segundo partido de la serie de los Blazers contra los Houston Rockets, Aldridge anotó 43 puntos y 8 rebotes. Se une a Michael Jordan, Jerry West, Allen Iverson y Tracy McGrady como los únicos jugadores en la historia de la NBA que anotaron 89 o más puntos en los dos primeros partidos de una serie de playoffs. Durante toda la serie de seis encuentros con Houston, Aldridge promedió 29.8 puntos y más de 2.5 tapones por partido. En la siguiente serie contra los San Antonio Spurs, Aldridge luchó, acertando solo 41.7 por ciento en tiros, ya que los Blazers fueron derrotados en cinco encuentros. Al final, Aldridge tuvo una excelente temporada en 2014, ganando tres premios al Jugador de la Semana de la Conferencia Oeste y registrando muchos puntos por partido, rebotes por partido, porcentaje de tiros libres, rebotes defensivos y dobles-dobles.
Temporada 2014-15
El 9 de diciembre de 2014, en un partido contra los Pistons de Detroit, Aldridge pasó a Terry Porter para así ser el segundo máximo anotador en la historia franquicia con 11.333 puntos de carrera. Después de liderar Portland durante la primera mitad de la temporada con promedios de 23.2 puntos y 10.2 rebotes por partido, Aldridge fue descartado por seis a ocho semanas el 23 de enero de 2015, después de romperse el ligamento colateral radial en su pulgar izquierdo. Sin embargo, se perdió solo dos partidos y regresó a la alineación titular el 24 de enero contra los Wizards de Washington, anotando 26 puntos en una victoria que siguió dos derrotas con él al margen. Después de ser seleccionado como reserva en su cuarta aparición consecutiva del partido de las estrellas de la NBA el 29 de enero, Aldridge fue nombrado como titular el 14 de febrero por el entrenador All-Star de la Conferencia Oeste Steve Kerr, reemplazando al dañado Anthony Davis. El 20 de marzo de 2015, Aldridge se convirtió en el líder absoluto en cuanto a rebotes de los Trail Blazers al conseguir 10 contra los Orlando Magic. Mientras tanto, los Blazers se estaban enfriando después de un registro de 30-11 en los 41 primeros partidos, Wesley Matthews, quien Aldridge llamó "el corazón y el alma" de los Trail Blazers, se desgarró su tendón de Aquiles el 5 de marzo Contra los Mavericks de Dallas y se perdió el resto de la temporada y los playoffs. En los playoffs, los Blazers fueron superados por los Memphis Grizzlies en cinco partidos. Aldridge promedió un máximo promedio de 23.4 puntos por partido, hizo un máximo tiros encestados con 659 tiros de campo, y fue votado en el All-NBA Second Team.

#### San Antonio Spurs (2015–2021)
Temporada 2015–16
El 9 de julio de 2015, Aldridge firmó un contrato de cuatro años, $80 millones con los San Antonio Spurs. Al ser adquirido por los Spurs, Aldridge se le concedió la camiseta número 12 a pesar de haber sido retirado por Bruce Bowen. Hizo su debut para los Spurs en la apertura de la temporada del equipo el 28 de octubre contra Oklahoma City Thunder. En poco menos de 32 minutos de acción, registró 11 puntos y 5 rebotes en una derrota por 112-106. El 11 de noviembre, regresó a Portland por primera vez como Spurs, registrando 23 puntos y 6 rebotes en una victoria 113-101 sobre su antiguo equipo. El 1 de febrero de 2016, anotó 28 puntos en una victoria por 107-92 sobre el Orlando Magic, ayudando a los Spurs a ganar su 35º partido consecutivo en casa (fechado en marzo de 2015), siendo así la sexta mejor racha en la liga historia. Alcanzó su mejor marca en la temporada dos días después, anotando 36 puntos en una victoria por 110-97 sobre los New Orleans Pelicans. Con el triunfo, los Spurs se movieron a 27-0 en casa para comenzar la temporada, rompiendo una racha de los Portland Trail Blazers del 1977-78 para el mejor comienzo en casa entre los equipos de la Conferencia Oeste. El 8 de febrero fue nombrado Jugador de la Semana de la Conferencia Oeste por partidos jugados del lunes 1 de febrero hasta el domingo 7 de febrero. Promedió 26.0 puntos, 7.3 rebotes y 2.5 tapones mientras acertaba un .597 (37-62) desde el campo y .909 de la línea de foul para ayudar a los Spurs a ir 4-0 para la semana. Después de dislocar su dedo meñique derecho el 7 de abril, le molestaba por el resto de la temporada regular y en los playoffs. Como el N.º 2 de la Conferencia Oeste, los Spurs se enfrentaron a los Memphis Grizzlies en la primera ronda. En una victoria del primer partido, Aldridge anotó 17 puntos. Los Spurs pasaron a barrer a los Grizzlies en la primera ronda para pasar a las semifinales de la conferencia, donde se enfrentaron a Oklahoma City Thunder. En el primer encuentro de la serie contra los Thunder, Aldridge anotó 38 puntos en una victoria de 124-92. En la derrota del segundo partido, superó esa marca anotando 41 puntos.
Temporada 2016-17

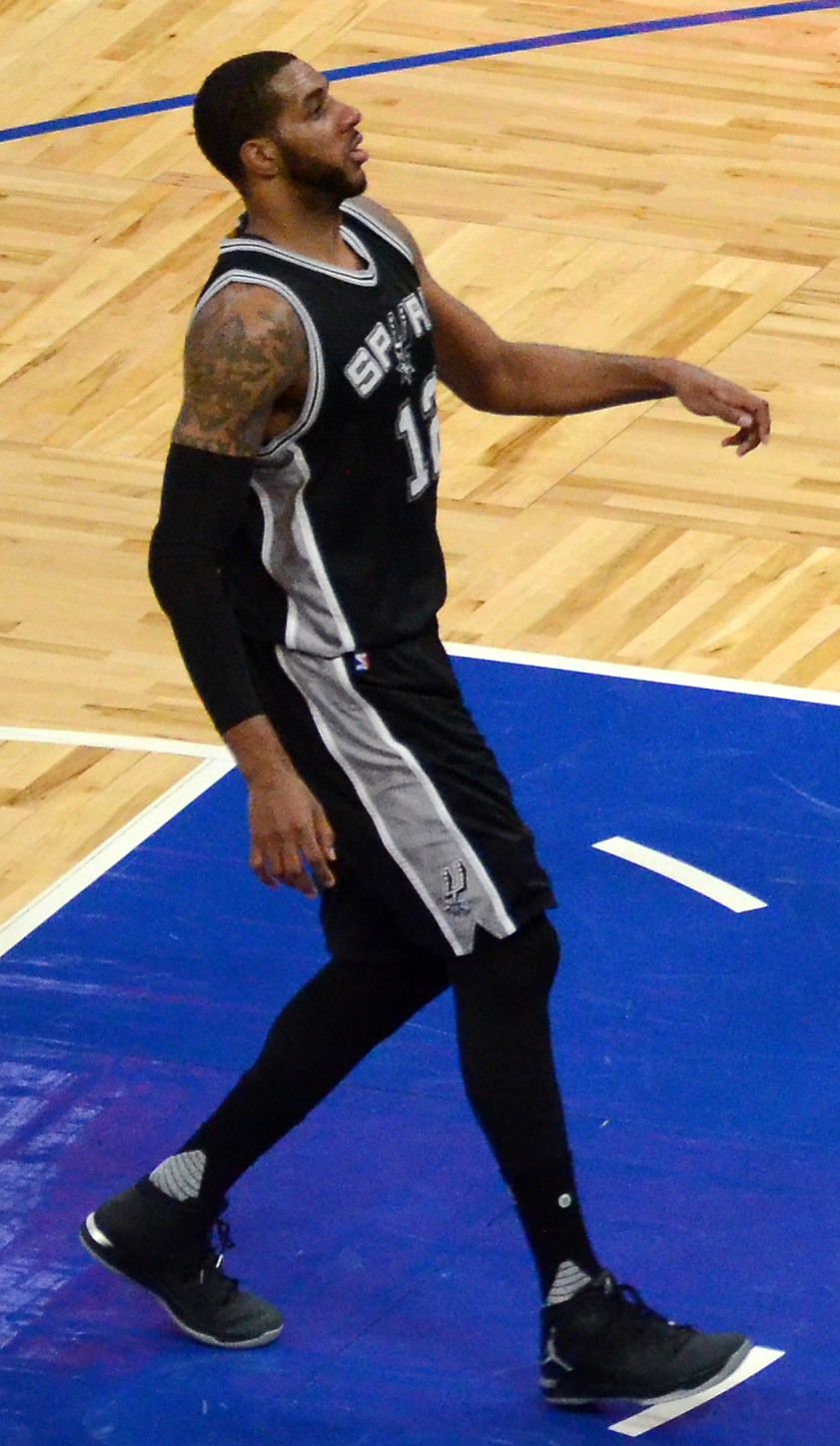
Aldridge en 2017.

En la apertura de la temporada de los Spurs el 25 de octubre de 2016, Aldridge registró 26 puntos y 14 rebotes en una victoria de 129-100 sobre los Golden State Warriors. Su siguiente mejor actuación llegó el 25 de diciembre contra los Chicago Bulls. Aldridge tuvo una actuación de 33 puntos en una victoria 119-110 sobre los Bulls, marcando su segunda mayor puntuación como Spur.
Temporada 2017-18
El 16 de octubre de 2017, Aldridge firmó una extensión de contrato de tres años y $72,3 millones con los Spurs, con solo $7 millones garantizados en el último año de la extensión. Dos días después, en la apertura de la temporada de los Spurs, Aldridge tuvo 25 puntos y 10 rebotes en una victoria por 107-99 sobre los Minnesota Timberwolves. El 14 de noviembre de 2017, anotó un máximo de 32 puntos en la temporada en una victoria por 97-91 sobre los Dallas Mavericks. El 27 de noviembre de 2017, estableció un nuevo máximo en la temporada con 33 puntos en una victoria de 115-108 sobre los Mavericks. Dos días después, estableció su máximo en San Antonio con 41 puntos en una victoria 104-95 sobre los Memphis Grizzlies. El 23 de enero de 2018, fue nombrado reserva de Estrellas de la Conferencia Oeste, convirtiéndose en el primer jugador de los Spurs que no jugó su temporada de novato en San Antonio en formar parte del equipo de Estrellas desde Artis Gilmore en 1986. Tres días después, en una derrota por 97-78 ante los Philadelphia 76ers, Aldridge agarró su rebote número 7,000 de su carrera, convirtiéndose en el único jugador en la NBA con más de 16,000 puntos y más de 7,000 rebotes desde que ingresó a la liga en 2006. El 17 de marzo de 2018, tuvo un esfuerzo de 39 puntos en una victoria 117-101 sobre los Minnesota Timberwolves. El 21 de marzo de 2018, en una victoria por 98-90 sobre los Washington Wizards, Aldridge se convirtió en el jugador número 27 en la historia de la liga con más de 900 bloqueos y más de 16,000 puntos en su carrera, el único jugador que logró esa hazaña desde que comenzó su carrera. carrera en 2006. Dos días después, tuvo un récord personal de 45 puntos en una victoria por tiempo extra de 124-120 sobre los Utah Jazz. Sus 28 puntos en la primera mitad fueron la mayor cantidad de Spurs en la mitad desde que Manu Ginóbili tuvo 28 puntos contra Cleveland en 2008. En el segundo de la serie de playoffs de primera ronda de los Spurs contra los Golden State Warriors, Aldridge anotó 34 puntos en la derrota 116-101. Los Spurs perdieron la serie en cinco partidos.
Temporada 2018-19
En la apertura de la temporada de los Spurs, el 17 de octubre, Aldridge registró 21 puntos y 19 rebotes en una victoria 112-108 sobre los Minnesota Timberwolves. El 22 de octubre, tuvo 37 puntos y 10 rebotes en una victoria de 143–142 en tiempo extra sobre Los Angeles Lakers. El 29 de diciembre, anotó 38 puntos en una victoria por 122–111 sobre Los Angeles Clippers. El 10 de enero de 2019, anotó 56 puntos, el récord personal en una victoria de 154–147 en tiempo extra doble sobre el Oklahoma City Thunder. El 31 de enero de 2019, fue nombrado reserva de Estrellas de la Conferencia Oeste. El 2 de febrero, tuvo 25 puntos y 14 rebotes en una victoria 113-108 sobre los Pelicans de Nueva Orleans, alcanzando así 18,000 puntos y convirtiéndose en el único jugador en la liga con 18,000 puntos y 7,500 rebotes desde 2006 (el año en que fue seleccionado) El 24 de marzo, tuvo 48 puntos y 13 rebotes en una victoria 115–98 sobre los Boston Celtics.
Temporada 2019-20
En un partido contra los Golden State Warriors, Aldrige recolectó su rebote número 8,000 en su carrera. Se convirtió en el primer jugador en la NBA en anotar 18,000 o más puntos y obtener 8,000 o más rebotes desde 2006. El 7 de noviembre de 2019 contra el Oklahoma City Thunder, Aldridge registró 39 puntos. Finalmente los Spurs no lograron clasificarse para postemporada, y Aldridge bajó su registro anotador hasta los 18,9 puntos por partido, bajando por primera vez de los 20 puntos en los últimos diez años.
Temporada 2020-21
El 25 de marzo de 2021, los Spurs acuerdan una rescisión de contrato con LaMarcus, por un valor de $5,8 millones.

#### Brooklyn Nets (2021-2022)
Temporada 2020-21
El 27 de marzo se hace oficial su fichaje por los Brooklyn Nets. Tras cinco encuentros con los Nets, de forma sorpresiva, el 15 de abril anunció en sus redes sociales, su retirada del baloncesto debido a un problema cardiaco.
Temporada 2021-22
En septiembre de 2021, recibió la autorización médica completa para poder volver a la NBA. El 3 de septiembre se hace oficial su vuelta a la NBA, firmando de nuevo con Brooklyn Nets por un año.
El 29 de octubre de 2021, en el sexto encuentro de la temporada, ante Indiana Pacers, Aldridge alcanza los 20.000 puntos en su carrera NBA, siendo el 48.º jugador en alcanzar esta cifra en toda la historia.

### Retirada
El 31 de marzo de 2023 anunció formalmente su retirada del baloncesto profesional tras 16 temporadas en la NBA.

## Estadísticas de su carrera en la NBA

### Temporada regular
| Año      | Equipo      | PJ   | PT  | MPP  | %TC  | %3P  | %TL   | RPP  | APP | ROB | TPP | PPP  |
| -------- | ----------- | ---- | --- | ---- | ---- | ---- | ----- | ---- | --- | --- | --- | ---- |
| 2006-07  | Portland    | 63   | 22  | 22.1 | .503 | .000 | .722  | 5.0  | .4  | .3  | 1.2 | 16.0 |
| 2007-08  | Portland    | 76   | 76  | 34.9 | .484 | .143 | .762  | 7.6  | 1.6 | .7  | 1.2 | 17.8 |
| 2008-09  | Portland    | 81   | 81  | 37.1 | .484 | .250 | .781  | 7.5  | 1.9 | .9  | .9  | 18.1 |
| 2009-10  | Portland    | 78   | 78  | 37.5 | .495 | .313 | .757  | 8.0  | 2.1 | .9  | .6  | 17.9 |
| 2010-11  | Portland    | 81   | 81  | 39.6 | .500 | .174 | .791  | 8.8  | 2.1 | 1.0 | 1.2 | 21.8 |
| 2011-12  | Portland    | 55   | 55  | 36.3 | .512 | .182 | .814  | 8.0  | 2.4 | .9  | .8  | 21.7 |
| 2012-13  | Portland    | 74   | 74  | 37.7 | .484 | .143 | .810  | 9.1  | 2.6 | .8  | 1.2 | 21.1 |
| 2013-14  | Portland    | 69   | 69  | 36.2 | .458 | .200 | .822  | 11.1 | 2.6 | .9  | 1.0 | 23.2 |
| 2014-15  | Portland    | 71   | 71  | 35.4 | .466 | .352 | .845  | 10.2 | 1.7 | .7  | 1.0 | 23.4 |
| 2015-16  | San Antonio | 74   | 74  | 30.6 | .513 | .000 | .858  | 8.5  | 1.5 | .5  | 1.1 | 24.0 |
| 2016-17  | San Antonio | 72   | 72  | 32.4 | .480 | .410 | .810  | 7.3  | 1.9 | .6  | 1.2 | 25.3 |
| 2017-18  | San Antonio | 75   | 75  | 33.5 | .510 | .293 | .837  | 8.5  | 2.0 | .6  | 1.2 | 23.1 |
| 2018-19  | San Antonio | 81   | 81  | 33.2 | .519 | .238 | .847  | 9.2  | 2.4 | .5  | 1.3 | 21.3 |
| 2019-20  | San Antonio | 53   | 53  | 33.1 | .493 | .389 | .827  | 7.4  | 2.4 | .7  | 1.6 | 18.9 |
| 2020-21  | San Antonio | 21   | 18  | 25.9 | .464 | .360 | .838  | 4.5  | 1.7 | .4  | .9  | 13.7 |
| 2020-21  | Brooklyn    | 5    | 5   | 26.0 | .521 | .800 | 1.000 | 4.8  | 2.6 | .6  | 2.2 | 12.8 |
| 2021-22  | Brooklyn    | 47   | 12  | 22.3 | .550 | .304 | .873  | 5.5  | .9  | .3  | 1.0 | 12.9 |
| Total    | Total       | 1076 | 997 | 33.7 | .493 | .320 | .813  | 8.1  | 1.9 | .7  | 1.1 | 19.1 |
| All-Star | All-Star    | 7    | 1   | 11.7 | .368 | .800 | .000  | 2.9  | .6  | .1  | .4  | 4.6  |

### Playoffs
| Año   | Equipo      | PJ | PT | MPP  | %TC  | %3P   | %TL  | RPP  | APP | ROB | TPP | PPP  |
| ----- | ----------- | -- | -- | ---- | ---- | ----- | ---- | ---- | --- | --- | --- | ---- |
| 2009  | Portland    | 6  | 6  | 39.5 | .490 | .250  | .700 | 7.5  | 1.3 | .5  | 1.7 | 19.5 |
| 2010  | Portland    | 6  | 6  | 38.2 | .430 | .500  | .750 | 6.0  | 2.2 | 1.2 | 1.8 | 19.0 |
| 2011  | Portland    | 6  | 6  | 43.0 | .461 | .000  | .792 | 7.5  | 1.3 | 1.3 | 1.7 | 20.8 |
| 2014  | Portland    | 11 | 11 | 40.1 | .452 | .667  | .800 | 10.6 | 1.5 | .6  | 1.6 | 31.2 |
| 2015  | Portland    | 5  | 5  | 41.6 | .330 | .273  | .889 | 11.2 | 1.8 | .4  | 2.4 | 28.8 |
| 2016  | San Antonio | 10 | 10 | 33.7 | .521 | 1.000 | .891 | 8.3  | 1.0 | .4  | 1.4 | 24.9 |
| 2017  | San Antonio | 16 | 16 | 33.6 | .458 | .143  | .764 | 7.4  | 1.5 | .6  | 1.0 | 16.5 |
| 2018  | San Antonio | 5  | 5  | 35.4 | .463 | .600  | .976 | 9.2  | 2.4 | .6  | .4  | 23.6 |
| 2019  | San Antonio | 7  | 7  | 34.9 | .455 | .273  | .818 | 9.6  | 2.7 | .7  | 1.0 | 20.0 |
| Total | Total       | 72 | 72 | 37.1 | .455 | .327  | .824 | 8.5  | 1.7 | .7  | 1.4 | 20.8 |

## Vida personal
Sus padres se divorciaron cuando cursaba quinto grado, por lo que se crio con su madre, que trajaba para una compañía de seguros.
Su hermano mayor, LaVontae, jugó al baloncesto universitario en el Howard College hasta que una lesión de rodilla acabó con su carrera. Falleció en 2022 a los 42 años.
LaMarcus y su expareja tuvieron un hijo en 2009 y un segundo hijo en 2011.
En 2007 le diagnosticaron el síndrome de Wolff-Parkinson-White, un problema en los ventrículos del corazón, que le hizo perderse esa temporada. Y por el que tuvo que pasar por cirugía durante la temporada 2011–12.